# Ben Harper
Benjamin Chase Harper, detto Ben (Pomona, 28 ottobre 1969), è un cantante e chitarrista statunitense.

## Biografia
Benjamin Chase Harper è nato a Claremont, nell'Inland Empire in California. Il padre Leonard era di discendenza afroamericana e Cherokee, la madre Ellen Chase-Vendries ebrea. La nonna materna era russa, ebrea e immigrata dalla Lituania. I genitori divorziarono quando aveva cinque anni e lui è cresciuto con la famiglia materna. Harper ha due fratelli, Joel e Peter.
Comincia a suonare la chitarra da ragazzo, nel retro del Folk Music Center and Museum, il negozio di strumenti musicali dei suoi nonni materni, specializzandosi nell'uso della lap steel guitar, una chitarra speciale da suonare con l'apposito slide, imitando lo stile di Robert Johnson. La sua chitarra è un pezzo molto raro e risale addirittura al 1920. Nel 1992 registrò l'album Pleasure and Pain, con l'amico chitarrista folk Tom Freund. Dopo questa edizione limitata Ben Harper ricevette una proposta di contratto dalla Virgin Records, che pubblicò nel 1994 il suo album di debutto Welcome to the Cruel World, che ottenne un buon riconoscimento dalla critica.
Nell'album successivo, Fight for Your Mind (1995), più maturo e ricco di impegno politico, Ben Harper presentava gli Innocent Criminals, Juan Nelson (basso), Leon Mobley (percussioni) e Oliver Charles (batteria). Il 28 giugno 1995 si esibisce per la prima volta in Italia all'Arezzo Wave.
The Will to Live (1997) allargò la sua base di fan agli ascoltatori di college radio e delle radio alternative, e presentava una formazione diversa con David Leach (percussioni) e Dean Butterworth (batteria). Nel corso dei successivi due anni Ben Harper e gli Innocent Criminals furono impegnati in un'incessante attività dal vivo e suonarono (dal vivo e non) con R.E.M., Pearl Jam, Radiohead, A Tribe Called Quest, Gov't Mule, Beth Orton, The Fugees e John Lee Hooker. Nel 1999, uscì Burn to Shine, in cui figuravano Steal My Kisses e Suzie Blue, due hit nelle college radio. Nel 2001, durante il lungo tour seguente a Burn to Shine, uscì Live from Mars, un notevole doppio LP live acclamato dalla critica, con un disco elettrico e uno acustico, in cui si può notare quanto Ben dia importanza alla dimensione live delle sue canzoni, proponendo versioni spesso molto più profonde e ispirate, con parecchie improvvisazioni, delle sue canzoni, e cover d'eccezione come Drugs Don't Work dei Verve e Whole Lotta Love dei Led Zeppelin.
Il disco del 2003, Diamonds on the Inside, offre una diversificazione di stili, dal reggae al funk, e una speciale apparizione di Ladysmith Black Mambazo. Curiosamente, appare come un ritorno alla linea di Fight for Your Mind, poiché né Dean Butterworth né David Leach vi appaiono. Il tour successivo vede l'aggiunta agli Innocent Criminals di Jason Yates alle tastiere e Marc Ford (ex dei The Black Crowes) alla chitarra. Stranamente il CD riporta gli Innocent Criminals a uno stato "non ufficiale", visto che Diamonds on the Inside viene accreditato solo a Ben Harper, anche se la band suona nelle registrazioni come negli album precedenti.
Nell'ottobre del 2004, Ben partecipa al tour Vote for Change organizzato da Moveon.org per incoraggiare la gente dei cosiddetti "swing states" (stati in cui non c'è una chiara preferenza per un partito politico) ad andare a votare per le elezioni presidenziali USA del 2004.
Nel 2004 inoltre Ben Harper ha collaborato con The Blind Boys of Alabama per un album marcatamente gospel, There Will Be a Light, vincitore di un Grammy. Un'edizione speciale dell'album contiene le versioni live di due canzoni e una versione inedita di I Shall Not Walk Alone. Grande successo negli USA ha avuto il tour successivo, con The Blind Boys of Alabama, dal cui concerto all'Apollo Theater di Harlem è tratto un LP live e un DVD, entrambi usciti nel 2005, Live at the Apollo.
Durante l'estate del 2005, a seguito della cancellazione del tour programmato con Trey Anastasio e altri artisti, Ben Harper ha fatto un tour per club privati come l'Avalon Ballroom di Boston e il Tabernacle ad Atlanta. Questa serie di concerti ha visto il debutto di alcune nuove canzoni di Ben Harper, come Dressed In Black, Get It Like You Like It e Gather Round the Stone, di cui le ultime due incluse nell'album che è stato registrato durante l'autunno-inverno 2005 e uscito a marzo 2006. Il nuovo album doppio si chiama Both Sides of the Gun, ed è costituito da un disco funk (black) e uno di canzoni più lente (white).
Ben Harper ha pubblicato tre DVD: un documentario intitolato Pleasure + Pain registrato durante il tour di Burn to Shine e diretto da Danny Clinch, che illustra com'è un tour con Ben Harper e gli Innocent Criminals e da cui scaturisce molto della personale filosofia del cantante; Live at the Hollywood Bowl, il primo concerto completo in DVD di Ben Harper, relativo al tour seguente a Diamonds on the Inside, che ha contestualmente pubblicato sotto lo stesso titolo anche un EP di 4 canzoni; e Live at the Apollo, un DVD contenente quasi tutto il concerto del 12 ottobre 2004 con The Blind Boys of Alabama all'Apollo Theater di Harlem.
La famiglia di Ben Harper possiede un negozio di musica nella sua città natale, Claremont, il Folk Music Center, recentemente diventato anche un museo di strumenti musicali di diversi Paesi, con anche strumenti a corde stile vintage. Il negozio fu fondato dai nonni materni, Charles and Dorothy Chase, ed è attualmente gestito dalla madre Ellen Chase-Verdries, come si può vedere nel DVD Pleasure and Pain.
Fondamentale per Ben Harper è stato crescere in questo negozio, dove ha anche lavorato per alcuni anni, e dove sua madre Ellen gli insegnò a suonare la chitarra. Fin da piccolo imparò a suonare e a riparare strumenti musicali di ogni tipo, e vide il passaggio di vari famosi musicisti, che si recavano al Folk Music Center e suonavano nella sua città, Claremont.

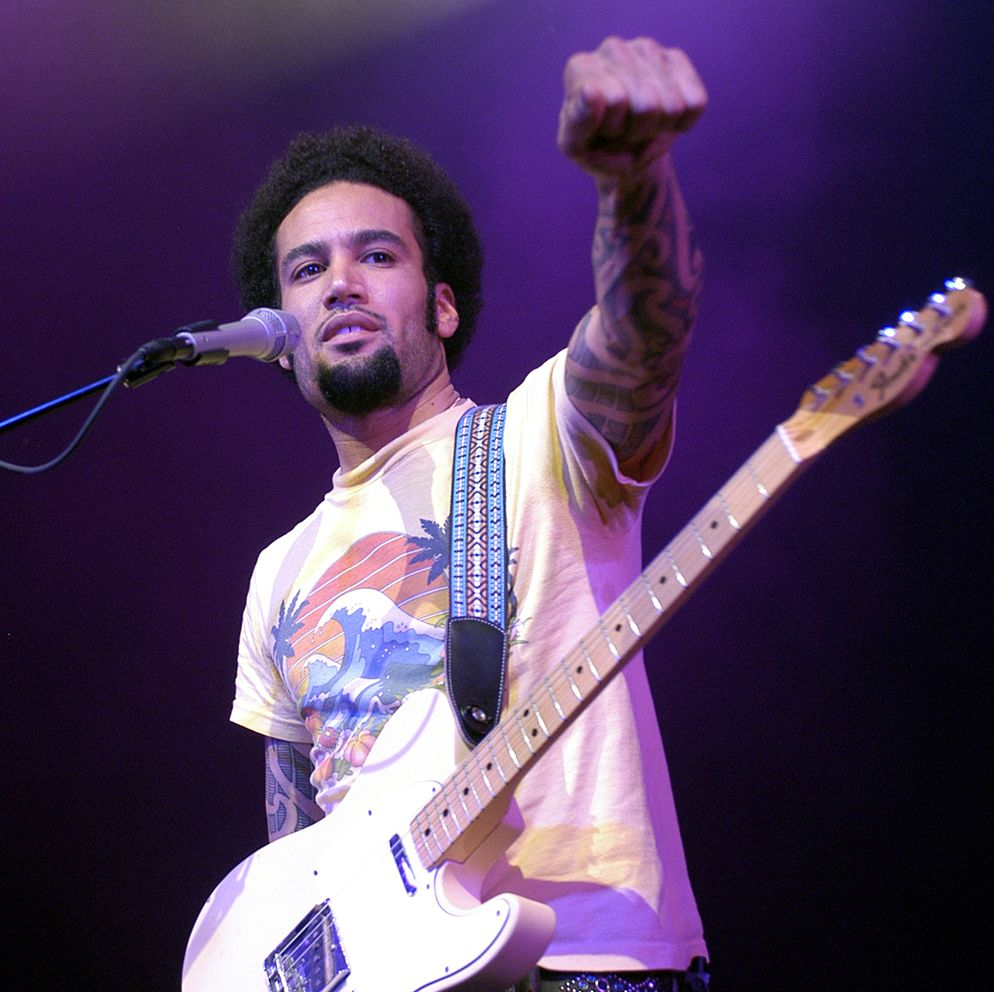
Ben Harper al Festival International de Jazz de Montréal nel 2003

Ben Harper è stato sposato con Joanna con cui ha avuto due figli, Charles Jr. nel 1996 e Harris nel 1999. Successivamente ha sposato l'attrice Laura Dern, il 23 dicembre 2005 a Los Angeles, e hanno avuto due figli: Ellery Walker, nato nel 2001, e Jaya, nata nel 2004. Il musicista ha fatto un rapido cameo non accreditato nel film Inland Empire - L'impero della mente di David Lynch (la cui protagonista era proprio la moglie Laura Dern) nelle vesti di un pianista, durante i titoli di coda. Nel 2013 Harper e la Dern divorziano. Il 1º gennaio 2015 Harper si è sposato per la terza volta con l'avvocato Jaclyn Matfus. A giugno 2017 è nato il loro figlio Besso.
Nel 2007 ha collaborato con Jovanotti suonando la chitarra nel pezzo Fango uscito in Italia il 7 dicembre e inserito nell'album Safari del cantautore italiano. Harper ha quindi partecipato al Festival di Sanremo 2008, nelle vesti di ospite, accompagnando Jovanotti (super-ospite italiano) nella sua esibizione.
Sempre nello stesso anno incide Boa Sorte/Good Luck con la cantautrice brasiliana Vanessa da Mata. È cantato da entrambi, per metà in inglese e metà in portoghese, ed è stato un grande successo in Brasile e Portogallo.
Nel marzo del 2009 pubblica il disco White Lies for Dark Times con la band Relentless7, composta da Jason Mozersky (chitarra), Jordan Richardson (batteria) e Jesse Ingalls (basso).
Nel settembre 2010 incide una cover del gruppo INXS, la celebre Never Tear Us Apart in duetto con la cantante francese Mylène Farmer. La traccia è inserita in Original sin, un album di cover dello storico gruppo australiano interpretate da altri artisti internazionali.
Il 5 ottobre 2010 con i Fistful of Mercy, band composta da Harper, Dhani Harrison e Joseph Arthur, pubblica il disco As I Call You Down.
Nel 2011 dà alle stampe Give Till It's Gone, album che è la continuazione del lavoro in studio con i Relentless7.
Il 29 gennaio 2013 esce Get Up!, il dodicesimo disco di Harper, realizzato con Charlie Musselwhite per Stax Records/Concord Music Group. Nel maggio dello stesso anno esce Mother il primo album di Natalie Maines, voce dei Dixie Chicks, prodotto da Harper.
Il 28 giugno 2015 si esibisce con gli Innocent Criminals al Rock Werchter, festival belga.
Il 12 febbraio 2016 esce Call It What It Is, primo singolo estratto dal nuovo album Call It What It Is, che viene pubblicato l'8 aprile seguente.
Il 30 Marzo 2018 pubblica insieme all'amico e armonicista Charlie Musselwhite l'album No Mercy in This Land, con il quale si esibirà in due concerti al Fabrique di Milano il 22 e 23 Aprile 2018,
L'8 aprile 2019 Harper si esibisce come ospite alla diciassettesima edizione di American Idol, durante la seconda serata, quella dei "Top 20 Duets". Insieme al concorrente Alejandro Aranda canta There Will Be a Light.
In seguito si esibisce alla cerimonia di consegna dei Blues Music Awards, dove la canzone No Mercy In This Land, scritta con Charlie Musselwhite, viene nominata "canzone dell'anno".
Nel marzo 2019 esce We Get By, album di Mavis Staples contenente undici brani scritti e prodotti da Harper. La traccia che dà il titolo al disco, con lo stesso Harper come vocalist principale e protagonista del videoclip ufficiale, viene pubblicata il 15 maggio 2019.
Il 13 maggio 2020 pubblica il suo nuovo singolo Dont' Let Me Disappear, a quasi un anno di distanza dal brano Uneven Days pubblicato lo scorso 8 luglio 2019. Singolo accompagnato da una clip video.

## Discografia

### Album in studio
- 1992 – Pleasure and Pain
- 1994 – Welcome to the Cruel World
- 1995 – Fight for Your Mind
- 1997 – The Will to Live
- 1999 – Burn to Shine
- 2003 – Diamonds on the Inside
- 2004 – There Will Be a Light
- 2006 – Both Sides of the Gun
- 2007 – Lifeline
- 2009 – White Lies for Dark Times
- 2011 – Give Till It's Gone
- 2013 – Get Up!
- 2014 – Childhood Home
- 2016 – Call It What It Is
- 2018 – No Mercy in This Land
- 2020 – Winter Is for Lovers
- 2022 – Bloodline Maintenance
- 2023 – Wide Open Light